# Mellionnec
Mellionnec je obec v departementu Côtes-d'Armor v Bretani v severozápadní Francii. V obci se nachází kaple La Pitié.Mellionnec je součástí země Pourlet (dříve země Gwenedour), která se v minulosti vyznačovala kostýmy s tisíci knoflíky.V bretonštině se město jmenuje Melioneg (často se vyslovuje „Méc'héneuc“).